# Конончук, Сергей Филиппович
Сергей Филиппович Конончук (29 мая 1912, Киев — сентябрь 1941) — советский украинский художник-мультипликатор, книжный иллюстратор.

## Биография
Сергей Конончук родился 29 мая 1912 года в Киеве. Его отец — родом с Волыни — работал почтальоном, мать — крестьянка с Черниговщины — была домохозяйкой.
Художественный талант проявился у Сергея ещё в раннем детстве, формирование его как художника началось во время учёбы (1921—1928) в трудовой школе № 61 имени И.Франко. В 1928 году Сергей окончил семилетку и поступил на графический факультет Художественно-промышленной школы.
Началом творческой деятельности Конончука можно считать 1927 год, когда он в возрасте 15 лет стал участником киевской выставки непрофессиональных художников. В 1929 году принял участие во второй выставке непрофессиональных художников, состоявшейся в Киеве, а впоследствии — в Харькове. Представленные там работы Конончука положительно оценивали «Литературная газета» и «Комсомольская правда».
На международную выставку в Париж было отобрано 8 его произведений, жюри этой выставки выдало художнику диплом. Однако, работы Конончука потерялись во время возвращения в Киев.
Конончук стал получать заказы на оформление детских книг в издательстве «Культура» и принимал участие в оформлении журнала «Семафор». В 1931 году он работал художником-мультипликатором на Киевской кинофабрике «Украинфильм» (ныне киностудия имени А. Довженко), где вместе с художниками И. Клебановым и Л. Крюковым участвовал в создании мультфильмов «Тук-тук и его приятель Жук» и «Заносчивый цыплёнок». В 1937 году Конончук жил в Самарканде, где он выполнил серию рисунков, посвящённых этому городу. В течение 1940 года он работал на студии кинохроники. Конончук был разносторонним художником, но больше всего его талант проявился в рисунках и книжной графике. Он выполнил иллюстрации к сказкам «Колобок» и «Война на огороде» и другим изданиям для детей.
После начала Великой Отечественной войны ушёл на фронт. Погиб в 1941 году в лагере для военнопленных.

## Галерея

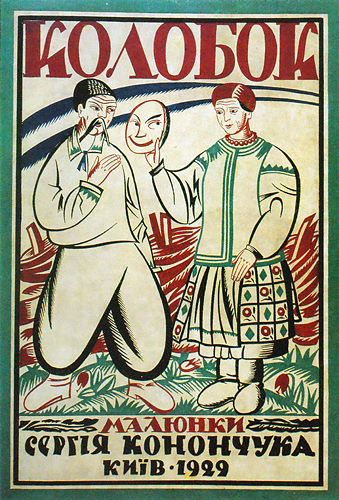
Колобок. 1929
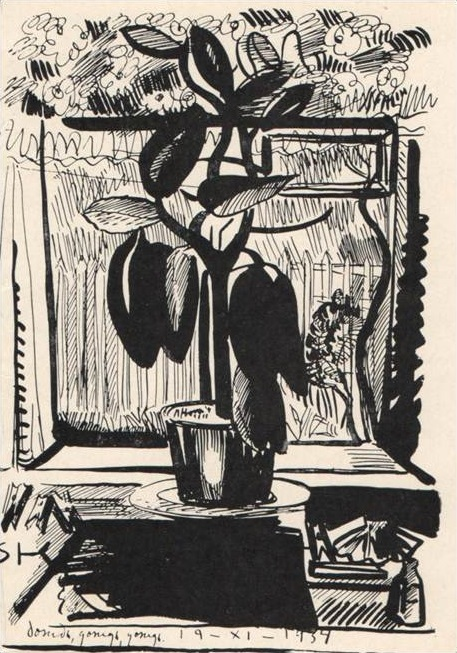
Дождь, дождь, дождь… 1934
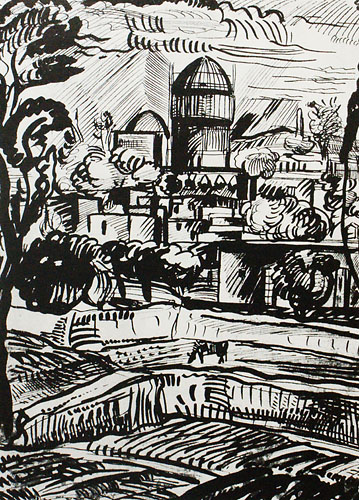
Самарканд. 1937
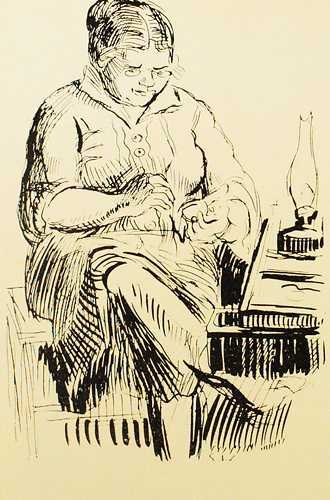
Портрет матери. 1937